# Mike Herrera
Michael Arthur Herrera (ur. 6 listopada 1976 w Bremerton w Waszyngtonie) – amerykański muzyk rockowy. Bardziej znany jako wokalista i basista zespołu punkowego MxPx.

## Dyskografia

### MxPx
- 1994 Pokinatcha
- 1995 Teenage Politics
- 1996 Life In General
- 1998 Slowly Going the Way of the Buffalo
- 2000 The Ever Passing Moment
- 2003 Before Everything & After
- 2005 Panic
- 2007 Secret Weapon